# Henna Raita
Henna Raita (* 24. Januar 1975 in Lahti) ist eine ehemalige finnische Skirennläuferin. Sie fuhr fast ausschließlich Rennen in der Disziplin Slalom, vereinzelt auch im Riesenslalom.

## Biografie
Nachdem sie während fünf Jahren FIS-Rennen und diverse Juniorenrennen bestritten hatte, kam Raita im Januar 1995 erstmals im Europacup zum Einsatz. Am 20. Dezember 1997 startete sie zum ersten Mal im Weltcup, beim Slalom in Val-d’Isère. Weltcuppunkte holte sie erstmals am 1. März 1998, als 27. des Slaloms in Saalbach-Hinterglemm. Zwei Kreuzbandrisse zwangen sie 1996/97 und 1998/99 zu längeren Pausen, die sie für ihr Kunststudium an der Universität Lappland in Rovaniemi nutzte. In der dazwischen liegenden Saison 1997/98 entschied sie mit vier Siegen die Slalomwertung des Europacups für sich.
Ab der Saison 1999/2000 etablierte sich Raita im Slalom-Weltcup im Mittelfeld (bei Riesenslaloms blieben Erfolge stets aus). Am 20. Februar 2000 erzielte sie das beste Ergebnis ihrer Karriere, als sie in Åre Sechste wurde. In der Saison 2000/01 gewann sie zum zweiten Mal die Slalomwertung des Europacups. Am 13. Januar 2002 egalisierte sie in Saalbach-Hinterglemm ihr Bestergebnis im Weltcup. Bei den Olympischen Winterspielen 2002 fuhr sie im Slalom auf den achten Platz. Nach der Saison 2001/02 klassierte sich Raita zwar regelmäßig in den Weltcup-Punkterängen, Ergebnisse unter den besten Zehn blieben aber aus. Im März 2006 trat sie vom Spitzensport zurück.

## Erfolge

### Olympische Spiele
- Salt Lake City 2002: 8. Slalom
- Turin 2006: 20. Slalom

### Weltmeisterschaften
- St. Anton 2001: 11. Slalom
- St. Moritz 2003: 22. Slalom
- Santa Caterina 2005: 11. Slalom

### Weltcup
- 8 Platzierungen unter den besten zehn

### Europacup
- Saison 1997/98: 1. Slalom-Wertung
- Saison 1999/2000: 3. Slalom-Wertung
- Saison 2000/01: 4. Gesamtwertung, 1. Slalom-Wertung
- Saison 2004/05: 2. Slalom-Wertung
- 25 Podestplätze, davon 12 Siege (mit einer Ausnahme alle im Slalom)

### Junioren-Weltmeisterschaften
- Maribor 1992: 38. Riesenslalom, 43. Super-G
- Monte Campione 1993: 37. Riesenslalom, 61. Super-G
- Lake Placid 1994: 40. Super-G

### Weitere Erfolge
- 14 Siege bei FIS-Rennen
- 3 finnische Meistertitel (Slalom 2002 und 2006, Riesenslalom 2002)